# ニュー・ミュータント
『ニュー・ミュータント』（The New Mutants）は、2020年のアメリカ合衆国のスーパーヒーロー映画。監督はジョシュ・ブーン、出演はブルー・ハントとアニャ・テイラー＝ジョイなど。20世紀スタジオ製作の「X-MEN」映画シリーズの13作目。過去のキャラクターは登場せず、シリーズ初の青春ホラー路線を取っている。
本作は公開延期を繰り返した。当初の予定は2018年4月13日だったが、その後、2019年2月22日、8月2日、2020年4月3日と変更され、最終的に2020年8月28日に公開された。これは前述のFOXの買収による公開体制の変更に加えて新型コロナウイルスの影響による映画館の閉鎖が重なったためである。また、その間に追加撮影を行うとも報道されたが、最終的にはジョシュ・ブーン監督が最初に完成させたバージョンにより公開された。日本において本作はシリーズで初めて劇場公開されなかったが、ビデオスルーとして20世紀スタジオ ホーム エンターテイメントが2021年3月31日より発売、デジタル配信を開始した。

## ストーリー
冒頭に以下のモノローグ。「父は心のなかには良い熊と悪い熊が住んでいると言った。『どちらが勝つの？』と私はたずねた。それは自分次第だよと父は答えた」。ネイティヴ・アメリカンの保留地を竜巻が襲い、少女ダニーは父とともに避難するが、父は何者かに殺され、ダニーは気がつくとベッドの上で拘束されていた。ドクター・セシリアはダニーに、ここはミュータントの隔離施設であり、ダニーのように自分の能力をコントロールできない若者を治療していると告げる。
施設には、他に4人の若者、イリアナ、レイン、サム、ロベルトが収容されていた。ダニーは自分に差別発言を投げかけるイリアナと事あることに対立し、自分をかばってくれるレインと次第に深い関係になっていく。4人のミュータントは、それぞれ超能力のせいで愛する者を失ったり虐待を受けるなど哀しい過去を背負っていた。ダニーには超能力を持つ自覚がなく、セシリアは薬物治療を行なう。
やがて、施設の中を、笑い顔のマスクを被った謎のモンスターが徘徊するようになる。それは、ダニーの他人に幻覚を見せる能力が目覚めたせいだった。モンスターはやがて物理的な危害を加えるようになる。施設を運営するエセックス・コーポレーションはセシリアにダニーの処分を命ずる。安楽死させられそうになったダニーだが、間一髪でレインが手術室に飛び込み、セシリアに重傷を負わせる。
イリアナは、自分についての資料を見つける。それは彼女を殺人者として育成するというものだった。この施設は、X‐MENとは無関係だったのだ。ダニーたちはセシリアを追いつめるが、セシリアは自ら超能力を発動してメンバーを拘束する。ダニーを殺害しようとしたその時、熊のモンスターが現れ、セシリアを食い殺す。ダニーの超能力が暴走を始めたのだ。イリアナは超能力で応戦し、レインたちは意識を失ったダニーを連れて避難する。ダニーの心のなかに死んだ父親が現れ、自らの恐怖と立ち向かえと諭す。目覚めたダニーは熊のモンスターを制御することに成功した。5人のミュータントたちは廃墟と化した施設から旅立つ。

## キャスト
※括弧内は日本語吹替。
- イリアナ・ラスプーチン / マジック - アニャ・テイラー＝ジョイ（志田有彩）
- ダニエル・ムーンスター（ダニー） / ミラージュ - ブルー・ハント（英語版）（清水理沙）
- レイン・シンクレア / ウルフスベーン - メイジー・ウィリアムズ（合田絵利）
- サム・ガスリー / キャノンボール - チャーリー・ヒートン（高橋英則）
- ロベルト・ダ・コスタ / サンスポット - ヘンリー・ザーガ（英語版）（清水優譲）
- セシリア・レイエス - アリシー・ブラガ（白川万紗子）
- ウィリアム・ローンスター - アダム・ビーチ（中村章吾）
- クレイグ神父 - ハッピー・アンダーソン（英語版）（長野伸二）

## 作品の評価
Rotten Tomatoesによれば、批評家の一致した見解は「爆発する可能性のある要素をほとんど不活性化してしまっている『ニュー・ミュータント』は、その超強力なパーツの合計に満たないスピンオフである。」であり、126件の評論のうち高評価は35%にあたる44件で、平均点は10点満点中4.8点となっている。
Metacriticによれば、20件の評論のうち、高評価は3件、賛否混在は12件、低評価は5件で、平均点は100点満点中43点となっている。